# Kołaczkowice (gromada)
Kołaczkowice – dawna gromada, czyli najmniejsza jednostka podziału terytorialnego Polskiej Rzeczypospolitej Ludowej w latach 1954–1972.
Gromady, z gromadzkimi radami narodowymi (GRN) jako organami władzy najniższego stopnia na wsi, funkcjonowały od reformy reorganizującej administrację wiejską przeprowadzonej jesienią 1954 do momentu ich zniesienia z dniem 1 stycznia 1973, tym samym wypierając organizację gminną w latach 1954–1972.
Gromadę Kołaczkowice z siedzibą GRN we Kołaczkowicach utworzono – jako jedną z 8759 gromad na obszarze Polski – w powiecie buskim w woj. kieleckim, na mocy uchwały nr 13a/54 WRN w Kielcach z dnia 29 września 1954. W skład jednostki weszły obszary dotychczasowych gromad Kołaczkowice, Janina, Ruczynów, Strzałków i Zaborze ze zniesionej gminy Szczytniki w tymże powiecie. Dla gromady ustalono 23 członków gromadzkiej rady narodowej.
31 grudnia 1959 do gromady Kołaczkowice przyłączono wsie Kotki i Widuchowa oraz kolonie Kotki I, Kotki II, Widuchowa, Międzygórzyce, Podbrzezie i Walny Stok ze zniesionej gromady Kotki a także wsie Kuchary i Szczytniki oraz kolonie Kuchary i Szczytniki ze zniesionej gromady Skrobaczów w tymże powiecie
Gromada przetrwała do końca 1972 roku, czyli do kolejnej reformy gminnej. 1 stycznia 1973 utworzono gminę Kołaczkowice.